# Jim Fleming
 James (Jim) Mathieson Fleming, né le 8 juillet 1951 à Édimbourg est un arbitre international écossais de rugby à XV. 

## Carrière d'arbitre
Il a arbitré son premier match international le 30 mars 1985 à l'occasion d'un match entre l'équipe d'Irlande et l'équipe d'Angleterre.
Jim Fleming a arbitré notamment deux matchs de la coupe du monde de rugby 1987, quatre matchs de la coupe du monde de rugby 1991, deux matchs de la coupe du monde de rugby 1995, quatre matchs de la coupe du monde de rugby 1999, trois matchs du Tri-nations et dix matchs du tournoi des cinq nations.

## Palmarès d'arbitre
- 41 matchs internationaux